# アラゴン州
アラゴン州（アラゴンしゅう、スペイン語: Aragón, アラゴン語: Aragón, カタルーニャ語: Aragó）は、スペインを構成する自治州の一つである。ウエスカ県、サラゴサ県、テルエル県の3県からなる。スペイン北東部に位置し、北はフランス、東はカタルーニャ州、南はバレンシア州、西はカスティーリャ＝ラ・マンチャ州、カスティーリャ・イ・レオン州、ラ・リオハ州、ナバーラ州と接している。州都はサラゴサ。

## 歴史
8世紀にイスラム勢力がイベリア半島を征服すると、フランク王国はピレネー山中に多くの伯領からなるスペイン辺境領を置き、緩衝地帯とした。現在のアラゴン州に含まれる地域にはハカ（アラゴン）、ソブラルベ、リバゴルサの伯領があった。11世紀にナバーラ王サンチョ3世はカスティーリャからこの3伯領に至る大王国を築いたが、その死後に領土は分割され、1035年にラミロ1世を王とするアラゴン王国が成立し、ソブラルベとリバゴルサを併合した。
1137年、アラゴン女王ペトロニーラとバルセロナ伯ラモン・バランゲー4世の結婚によって、アラゴンとカタルーニャは同君連合となった。これ以降カタルーニャもまとめて「アラゴン王国」と呼ばれるが、2つの地域では法制度や議会は別のままであった。今日では「カタルーニャ・アラゴン連合王国」とも呼ばれる。連合王国は13世紀のハイメ1世の時代にバレアレス諸島とバレンシアを征服し、シチリア王国、ナポリ王国、サルデーニャも領有して地中海帝国を築いた。
アラゴン王国のフェルナンド2世とカスティーリャ王国のイサベル1世の結婚によって、1479年にカスティーリャ王国とアラゴン王国も同君連合となった。これにより「スペイン王国」が成立したとされるが、やはり法制度や議会は別のままで、歴代のスペイン王は称号を「カスティーリャ王、ガリシア王、アラゴン王、バルセロナ伯、……」のように名乗った。カタルーニャとアラゴンがカスティーリャの法制度に組み込まれ始めるのは、18世紀のスペイン継承戦争以降である。
1978年のスペイン新憲法成立後、1982年8月16日にアラゴンの自治憲章が発効し、かつてのアラゴン王国（カタルーニャを除く）の領域にアラゴン自治州が成立した。

## 地理

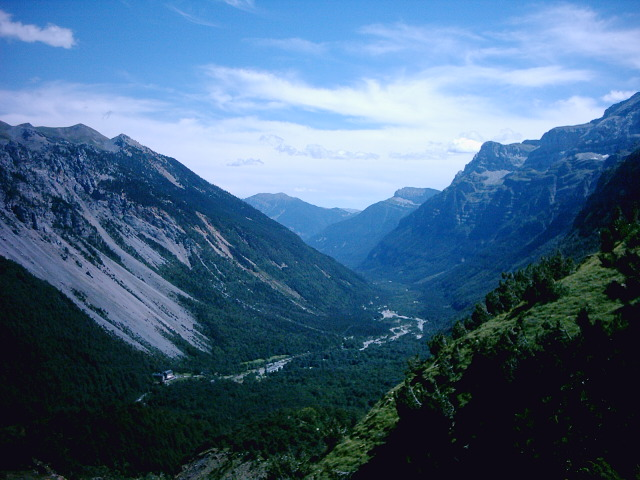
ピレネー山脈の谷間

アラゴン州の面積は47,720.25 km2であり、カスティーリャ・イ・レオン州、アンダルシア州、カスティーリャ＝ラ・マンチャ州に次いで17自治州中第4位である。内訳はウエスカ県が15,636.40 km2、サラゴサ県が17,274.28 km2、テルエル県が14,809.57 km2である。
州北部にはピレネー山脈がそびえる。山脈の中で最も急峻な地域となっており、山脈の最高峰であるアネート山 (3,404 m) やペルディード山 (3,355 m) がある。山脈沿いには美しい風景を保った多くの谷が残されている。また、オルデサ・イ・モンテ・ペルディード国立公園がある。
州の中央部は西から東にエブロ川が流れ、標高の低い地域となっている。州都のサラゴサはエブロ川沿いにある。
州の南部も標高の高い山地となっており、スペインの中で最も人口密度の低い地域の一つである。この山地はイベリコ山系と呼ばれ、エブロ川流域とスペインの中央平原を隔て、両地域の気候の違いに影響を与えている。

## 人口
| アラゴン州の人口推移 1900－2010                         |
|                                                         |
| 出典:INE（スペイン国立統計局）1900年 - 1991年、1996年 - |

## 県と都市
アラゴン州は3つの県によって構成されている。県と県都の名前はすべて同じである。
| アラゴン州の県（2009年）） | アラゴン州の県（2009年）） | アラゴン州の県（2009年）） | アラゴン州の県（2009年）） | アラゴン州の県（2009年）） | アラゴン州の県（2009年）） |
| 県                         | 県都                       | 面積 （km2）               | 人口 （人）                | 人口密度 （人/km2）        | 基礎 自治体                |
| -------------------------- | -------------------------- | -------------------------- | -------------------------- | -------------------------- | -------------------------- |
| ウエスカ県                 | ウエスカ                   | 15,636.40                  | 228,409                    | 14.61                      | 202                        |
| テルエル県                 | テルエル                   | 14,809.57                  | 146,751                    | 9.91                       | 236                        |
| サラゴサ県                 | サラゴサ                   | 17,274.28                  | 970,313                    | 56.17                      | 292                        |
| 計                         |                            | 47,720.25                  | 1,345,473                  | 28.20                      | 730                        |

### 主な自治体
アラゴン州の州都はサラゴサに置かれている。州の人口の約半分はサラゴサ（人口66万）が占めている。33のコマルカ（郡）に分けられる。人口が上位の自治体は次のとおり。
| アラゴン州の自治体（2010年） | アラゴン州の自治体（2010年）       | アラゴン州の自治体（2010年） | アラゴン州の自治体（2010年） |
| 順位                         | 基礎自治体                         | 県                           | 人口 （人）                  |
| ---------------------------- | ---------------------------------- | ---------------------------- | ---------------------------- |
| 1                            | サラゴサ                           | サラゴサ県                   | 675,121                      |
| 2                            | ウエスカ                           | ウエスカ県                   | 52,347                       |
| 3                            | テルエル                           | テルエル県                   | 35,241                       |
| 4                            | カラタユー                         | サラゴサ県                   | 21,717                       |
| 5                            | ウテーボ                           | サラゴサ県                   | 17,999                       |
| 6                            | エヘーア・デ・ロス・カバジェーロス | サラゴサ県                   | 17,344                       |
| 7                            | モンソン                           | ウエスカ県                   | 17,115                       |
| 8                            | バルバストロ                       | ウエスカ県                   | 17,080                       |
| 9                            | アルカニス                         | テルエル県                   | 16,291                       |
| 10                           | フラガ                             | ウエスカ県                   | 14,539                       |

## 経済

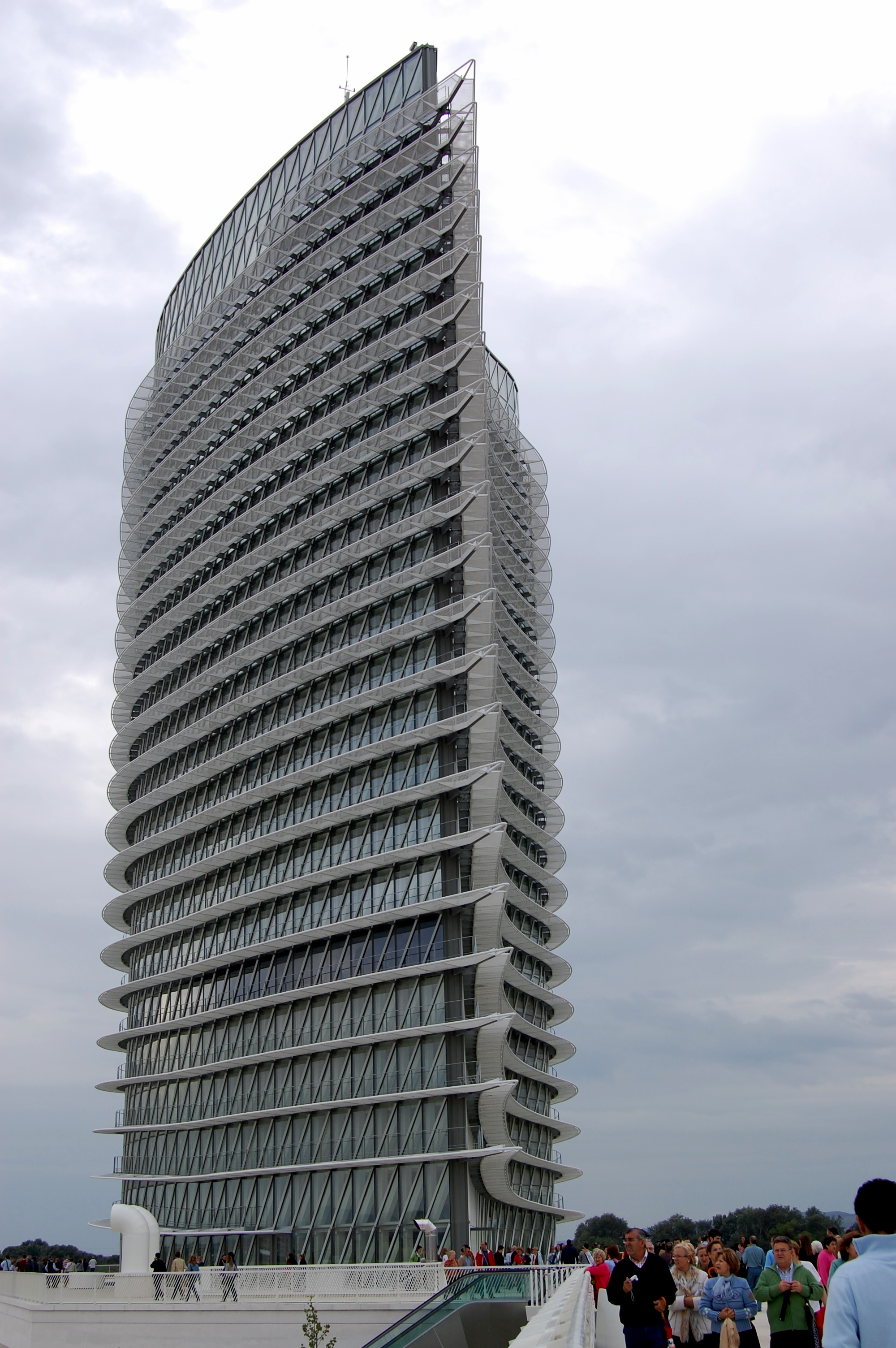
2008年のサラゴサ国際博覧会に向けて建設されたトーレ・デル・アグア

アラゴン州の1人あたり域内総生産 (GRP) はスペイン平均を上回っている。伝統的な農業主体の経済は20世紀中頃に大きく変容しており、今日ではサービス産業部門と工業部門が州経済の屋台骨となっている。

### 第一次産業
エブロ川流域には灌漑設備が整備されており、小麦・大麦・ライ麦・果物・ブドウなどを生産している。ウエスカ県などではヒツジやウシなどの家畜が飼育されており、州内にウシは334,600頭、ヒツジは2,862,100頭、ブタは3,670,000頭、ヤギは78,000頭、家禽は20,545,000匹がいた。

### 第二次産業
アラゴン州の工業の中心地はサラゴサである。州最大の工場はサラゴサにあるオペルの自動車工場であり、8,730人を雇用して年間20万台を生産しているほか、サラゴサ周辺には多くの関連企業が集積している。サラゴサ市内には鉄道車両や家電製品を製造する大規模な工場もある。オホス・ネグロス近郊には鉄鉱石や石炭の鉱山がある。ピレネー山脈に水源を持つ河川には多くの水力発電所が築かれているほか、テルエル火力発電所は1,050メガワットの発電出力を持つ。ウエスカ県サビニャニゴにはアルミニウム製錬所がある。エレクトロニクス産業の中心地はサラゴサに加えてウエスカやベナバレである。化学工業はサラゴサ、サビニャニゴ、モンソン、テルエル、オホス・ネグロス、フラガ、ベナバレなどで発達している。

## 政治
アラゴン州議会は67議席からなり、サラゴサのアルハフェリア宮殿を議事堂としている。2015年以降のアラゴン州首相はスペイン社会労働党(PSOE)のハビエル・ランバンである。スペイン国会におけるアラゴン州の議席配分は、スペイン下院が13議席、スペイン上院が14議席である。

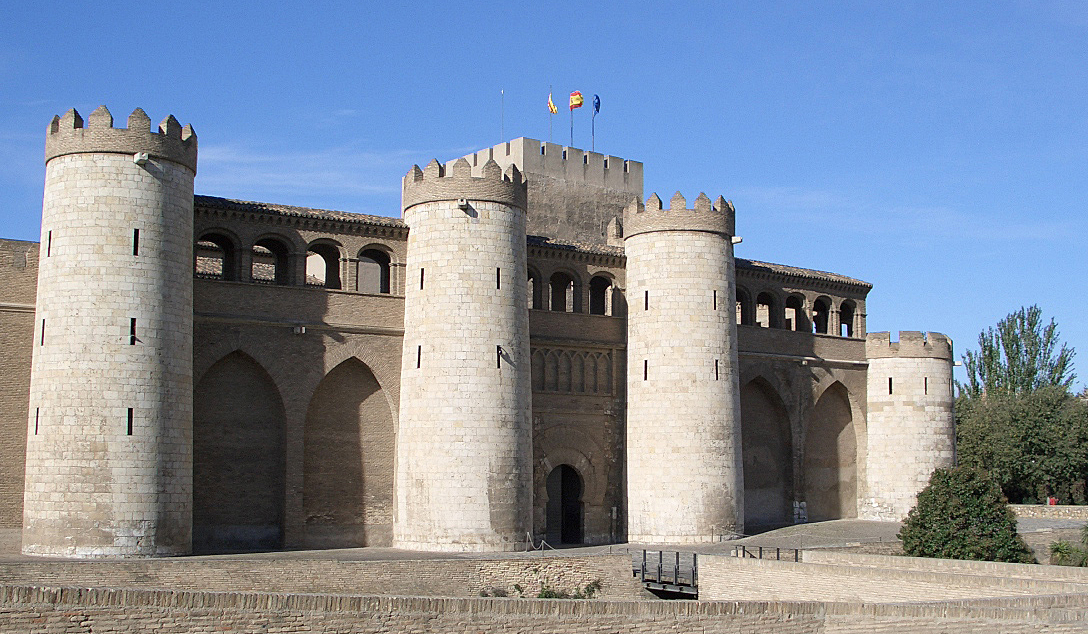
アラゴン州議会が開催されるアルハフェリア宮殿

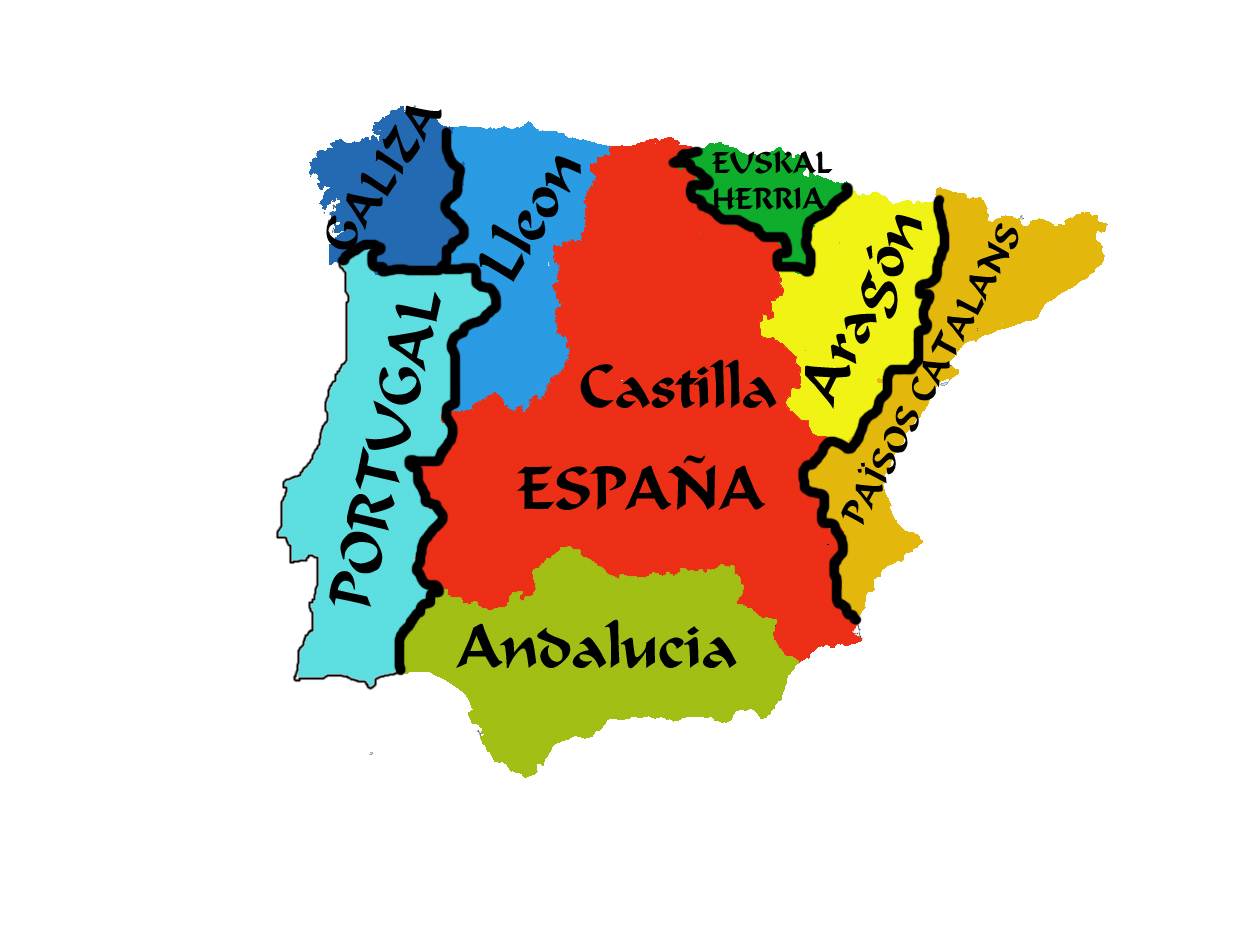
分離主義者が主張するイベリア半島の民族分布。この論に立つ場合、スペイン人は諸民族の大部分を統合する概念となる。

国民党やスペイン社会労働党などの全国政党に加えて、アラゴン州では多くの地域政党が活動している。アラゴン主義左派のチュンタ・アラゴネシスタ（アラゴン主義連合）、アラゴン主義だがより保守的なアラゴン人党(PAR)などである。チュンタ・アラゴネシスタは2000年スペイン議会総選挙から2008年スペイン議会総選挙まで、2期8年の間はスペイン下院に議席を保持していた。アラゴン人党は国民党の提携政党してスペイン下院に議席を保持している。
2011年にアラゴン州政府が実施した調査によると、47.6%はアラゴン州の自治権の拡大を望んでおり、35.2%は現状の自治権に満足しており、6.0%は自治権の廃止を望んでおり、3.2%はスペイン国家からの完全な独立を望んでいた。

### アラゴン州首相
| No. | 期間        | 名前                                           | 政党                     |
| --- | ----------- | ---------------------------------------------- | ------------------------ |
| 1.  | 1978-1981   | フアン・アントニオ・ボレア・フォラダーダ       | 民主中道連合(UCD)        |
| 2.  | 1981-1982   | ガスパール・カステリャーノ・イ・デ・ガストン   | 民主中道連合(UCD)        |
| 3.  | 1982        | ホセ・マリア・エルナンデス・デ・ラ・トーレ     | 民主中道連合(UCD)        |
| 4.  | 1982-1983   | フアン・アントニオ・デ・アンドレス・ロドリゲス | 民主中道連合(UCD)        |
| 5.  | 1983-1987   | サンティアゴ・マラッコ                         | スペイン社会労働党(PSOE) |
| 6.  | 1987-1991   | イポリト・ゴメス・デ・ラス・ロセス             | アラゴン人党(PAR)        |
| 7.  | 1991-1993   | エミリオ・エイロア                             | アラゴン人党(PAR)        |
| 8.  | 1993-1995   | ホセ・マルコ                                   | スペイン社会労働党(PSOE) |
| 9.  | 1995        | ラモン・テヘドール                             | スペイン社会労働党(PSOE) |
| 10. | 1995-1999   | サンティアゴ・ランスエラ                       | 国民党(PP)               |
| 11. | 1999-2011   | マルセリーノ・イグレシアス                     | スペイン社会労働党(PSOE) |
| 12. | 2011-2015   | ルイサ・フェルナンダ・ルディ・ウベダ           | 国民党(PP)               |
| 13. | 2015-在任中 | ハビエル・ランバン                             | スペイン社会労働党(PSOE) |

## 社会

### 言語

アラゴン州の言語分布

公用語はスペイン語のみであり、アラゴン州ではスペイン語アラゴン方言が話されている。北部のピレネー山脈沿いではアラゴン語も話されており、アラゴン語はスペイン語と同様に俗ラテン語から派生したロマンス語のひとつである。また、カタルーニャ州に隣接している地域ではカタルーニャ語も話されている。

### メディア
2006年4月21日、アラゴン州営のテレビ局であるアラゴンTVが放送を開始した。アラゴン・ラジオ・テレビ公社(CARTV)設立法案は1987年にはできていたものの、その後、様々な政治論争が巻き起こったため、設立計画は片隅に追いやられ事実上中断されていた。
この間、様々なメディアグループによって、州内を対象としたテレビ局設立の動きがみられた。まず、国営のテレビシオン・エスパニョーラアラゴン支局は、州内を対象とした情報番組のための放送センターをサラゴサに設けた。1998年にはサラゴサにローカルTV局のアンテナ・アラゴンが設立された。2005年、アンテナ・アラゴンは地方紙の『エラルド・デ・アラゴン』グループのRTVAと合併、サラゴサ・テレビ(ZTV)が誕生した。また民放全国放送のアンテナ3は一部の時間を州内のローカルニュースに割り当てていた。

### 交通
アラゴン州内ではA-23号線がウエスカとサラゴサとテルエルの県都3都市を結んでいる。AP-2号線（欧州自動車道路E90号線）はサラゴサとバルセロナやリェイダを結んでいる。A-2号線は（欧州自動車道路E90号線）はサラゴサとマドリードやグアダラハラを結んでいる。AP-68号線（欧州自動車道路E804号線）はサラゴサとログローニョやトゥデラを結んでいる。
高速鉄道AVEの北東回廊はサラゴサを経由してマドリードとバルセロナを結んでいる。州内ではカラタユーにも駅が設けられており、マドリードとバルセロナを走り通す列車のほかに、サラゴサとカラタユーの1区間を結ぶシャトル便も運行されている。北東回廊はサラゴサからウエスカに至る支線が設けられている。
サラゴサ郊外には国際空港のサラゴサ空港があり、パルマ・デ・マヨルカ空港、パリ・ボーヴェ・ティレ空港、ロンドン・スタンステッド空港、ブリュッセル・シャルルロワ空港、ベルガモ・オーリオ・アル・セーリオ空港、アンリ・コアンダ国際空港などへの定期便が運航されている。2006年にはウエスカ郊外のウエスカ＝ピリネオス空港で商業運航が開始されたが、チャーター便や季節運航便が主体であり、試算を大きく下回る旅客数や発着回数となっている。テルエル県には空港がない。

## スポーツ

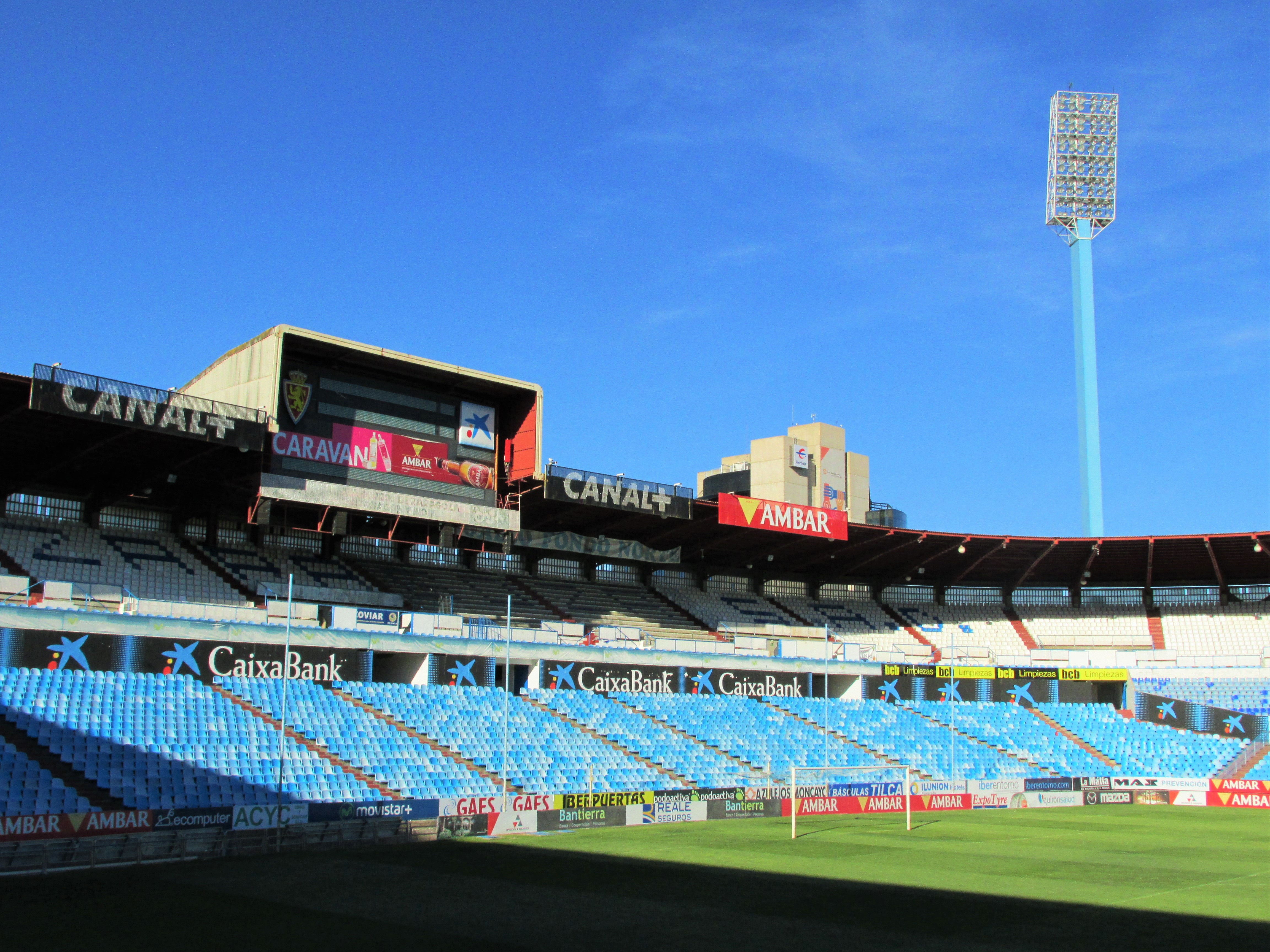
レアル・サラゴサのホームスタジアムであるラ・ロマレーダ

### サッカー
アラゴン州でもっとも高い成績を収めているサッカークラブは1932年に設立されたレアル・サラゴサである。レアル・サラゴサは1957年からエスタディオ・デ・ラ・ロマレーダをホームスタジアムとしている。1963-64シーズンにはコパ・デル・レイで初優勝し、直近では2003-04シーズンには6回目の優勝を果たしている。国際大会では1963-64シーズンのインターシティーズ・フェアーズカップと1994-95シーズンのUEFAカップウィナーズカップで優勝している。レアル・サラゴサ以外のサッカークラブには、SDウエスカやCDテルエルなどがある。

### ウィンタースポーツ
州北部のピレネー山脈にはフォルミガルやカンダンチュなどのスノーリゾートがある。ウエスカ県ハカは1998年冬季オリンピックから2014年冬季オリンピックまで4大会連続で開催地に立候補したが、いずれの大会も開催地選考で落選した。サラゴサは2022年冬季オリンピックの開催地立候補を検討していたが、同国内のバルセロナの招致可能性を高めるために、2011年に立候補を断念した。結果的にはバルセロナも正式な立候補を行うことはなかった。

### モータースポーツ
テルエル県アルカニスにはモーターランド・アラゴンがあり、2009年シーズンと2010年シーズンにはワールドシリーズ・バイ・ルノーが開催された。2010年シーズン以降にはロードレース世界選手権のアラゴングランプリが開催されている。

### その他
バスケットボールクラブのバスケット・サラゴサ2002がサラゴサに本拠地を置いている。バスケット・サラゴサは2008年と2010年にLEBオロ（2部）で優勝し、2012-13シーズンと2013-14シーズンには2シーズン連続でリーガACB（1部）のプレーオフに出場した。フットサルクラブのADサラ10がサラゴサに本拠地を置いている。2011-12シーズンと2012-13シーズンには2シーズン連続でプリメーラ・ディビシオン（1部）のプレーオフに出場した。

## 世界遺産
州内には、ユネスコの世界遺産に登録された物件が3件（他州、他国との共同含む）ある。
- アラゴンのムデハル様式の建築物 - 文化遺産。イスラム文化の影響を受けたムデハル様式の建築物で、テルエルやサラゴサなどの10の建築物からなる。
- ピレネー山脈のペルデュ山（ペルディード山）- 複合遺産。フランスと共同。
- サンティアゴ・デ・コンポステーラの巡礼路 - 文化遺産。ピレネー山脈のソンポルト峠からハカを通ってナバラ州に向かう「アラゴンの道」が含まれる。

## ギャラリー

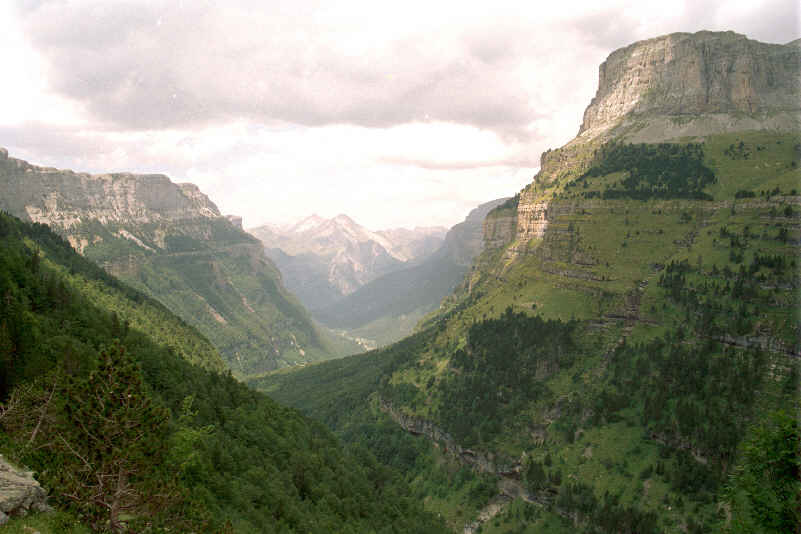
オルデーサ谷
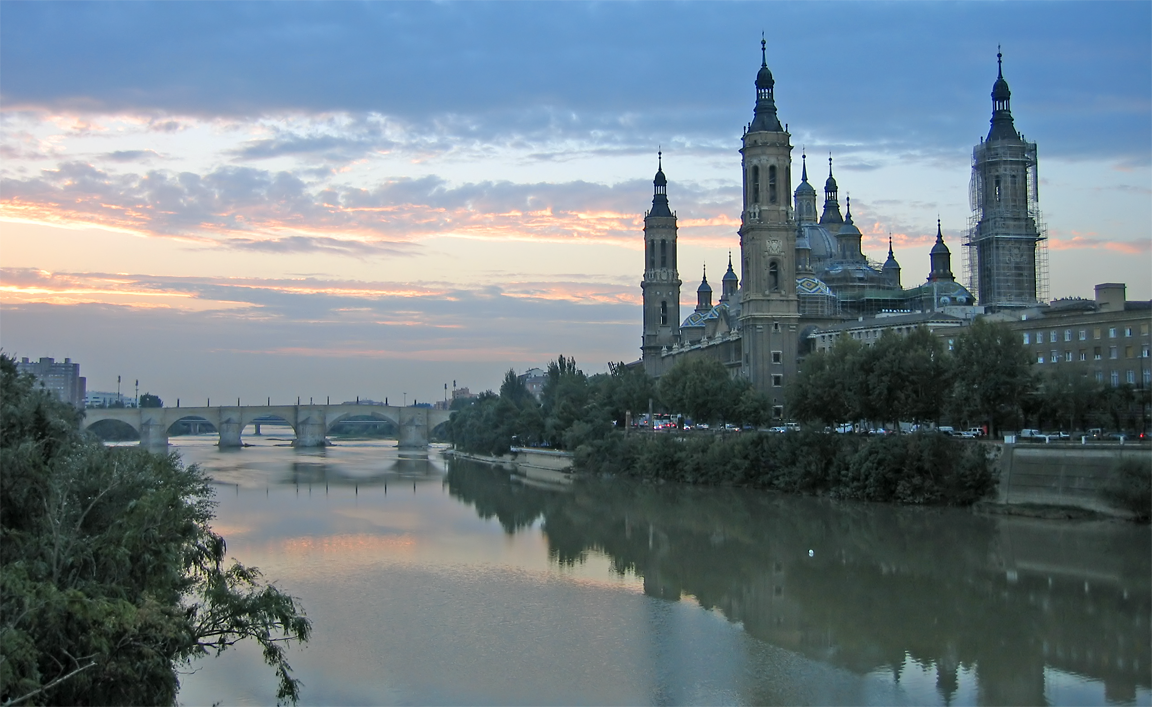
エブロ川とサラゴサ
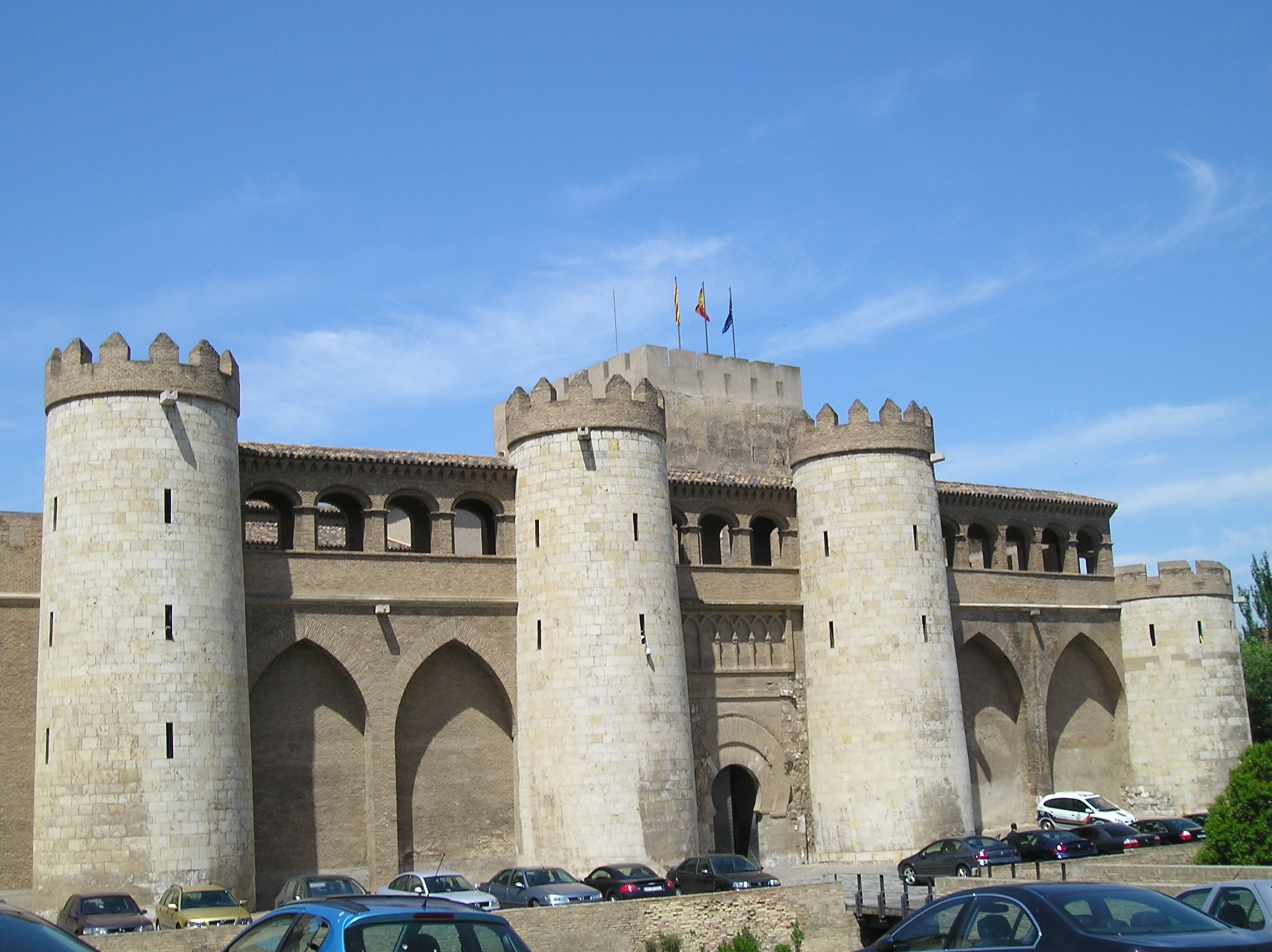
サラゴサのアルハフェリア宮殿
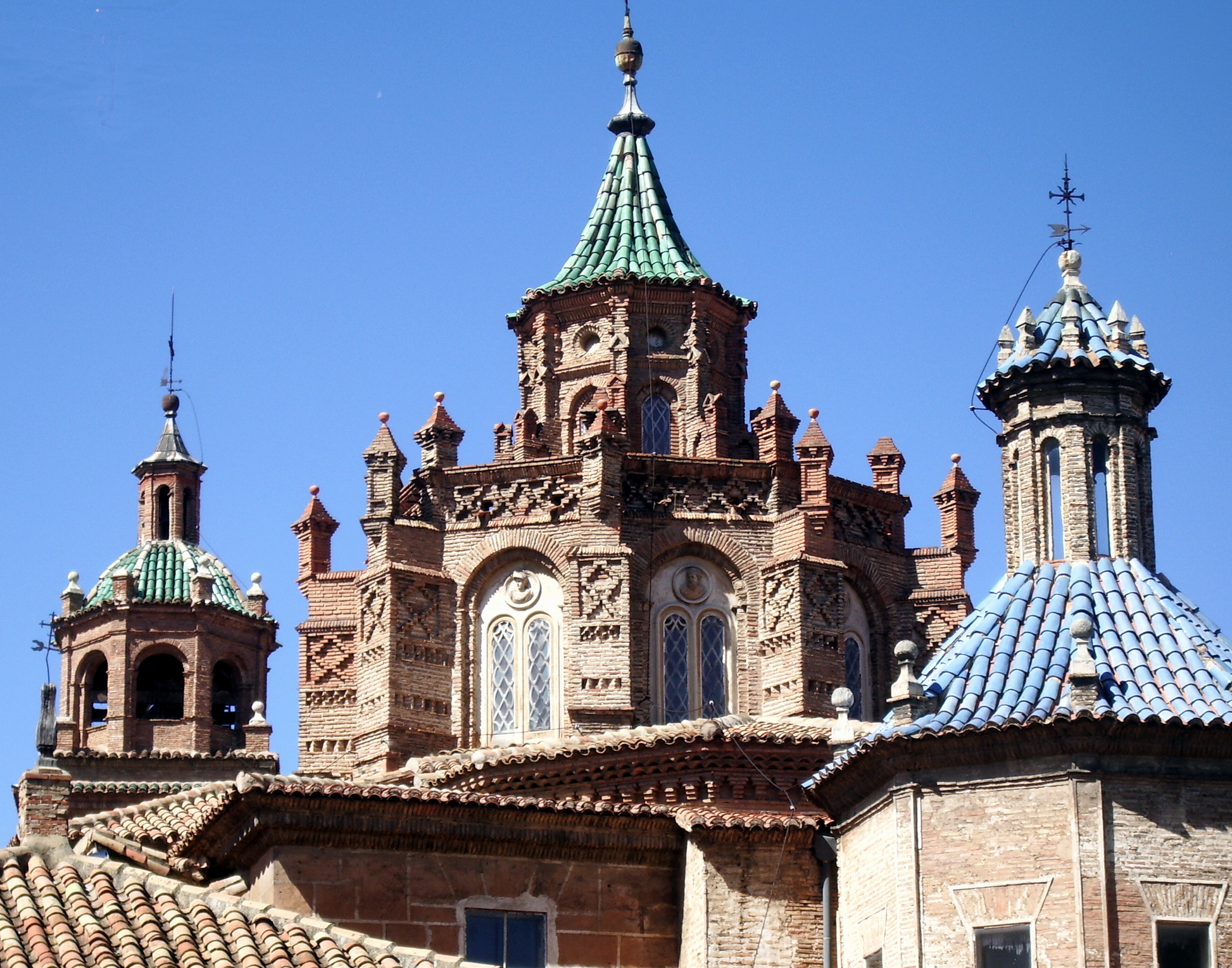
テルエルの大聖堂

## 出身者
- イサベル・デ・アラゴン・イ・シシリア(1271–1336) : ポルトガル王ディニス1世の王妃。
- ベネディクトゥス13世(1328–1423) : カトリック教会の対立教皇。
- フェルナンド2世(1452-1516) : アラゴン王、カスティーリャ王。
- キャサリン・オブ・アラゴン(1485–1536) : イングランド王ヘンリー8世の王妃。
- ミシェル・セルヴェ(1509/11-1552) : 人文主義者・医師・神学者。
- ジョセフ・カラサンス（英語版）(1557–1648) : カトリック教会の司祭。
- バルタサル・グラシアン(1601-1658) : 哲学者・神学者・司祭。
- ガスパル・サンス(1640–1710) : 作曲家・オルガニスト・ギタリスト。
- ロケ・ホアキン・デ・アルクビエレ（英語版）(1702-1780) : 軍事工学者。ポンペイ遺跡の発見者。
- フランシスコ・ガルセス（英語版）(1738–1781) : フランシスコ会修道士[15]
- フランシスコ・デ・ゴヤ(1746–1828) : 18世紀の画家。
- サンティアゴ・ラモン・イ・カハール(1852-1934) : 神経解剖学者。ノーベル生理学・医学賞受賞（1996年）。
- パブロ・ガルガーリョ(1881-1934) : 彫刻家・画家。
- ルイス・ブニュエル(1900-1983) : 映画監督。
- ホセマリア・エスクリバー(1902-1975) : ローマ・カトリック教会の聖人。オプス・デイ創設者。
- パブロ・セラーノ（英語版）(1908-1985) : 彫刻家。
- カルロス・サウラ(1932-) : 映画監督。
- ホセ・アントニオ・ラボルデータ（英語版）(1935-2000) : 歌手・著作家。
- フランシスコ・ビリャローヤ(1966-) : サッカー選手。
- エンリケ・ブンブリー（英語版）(1967-) : シンガーソングライター。
- コンチタ・マルティネス(1972-) : テニス選手。
- エバ・アマラル（英語版）(1973-) : シンガーソングライター。アマラルのボーカル担当。

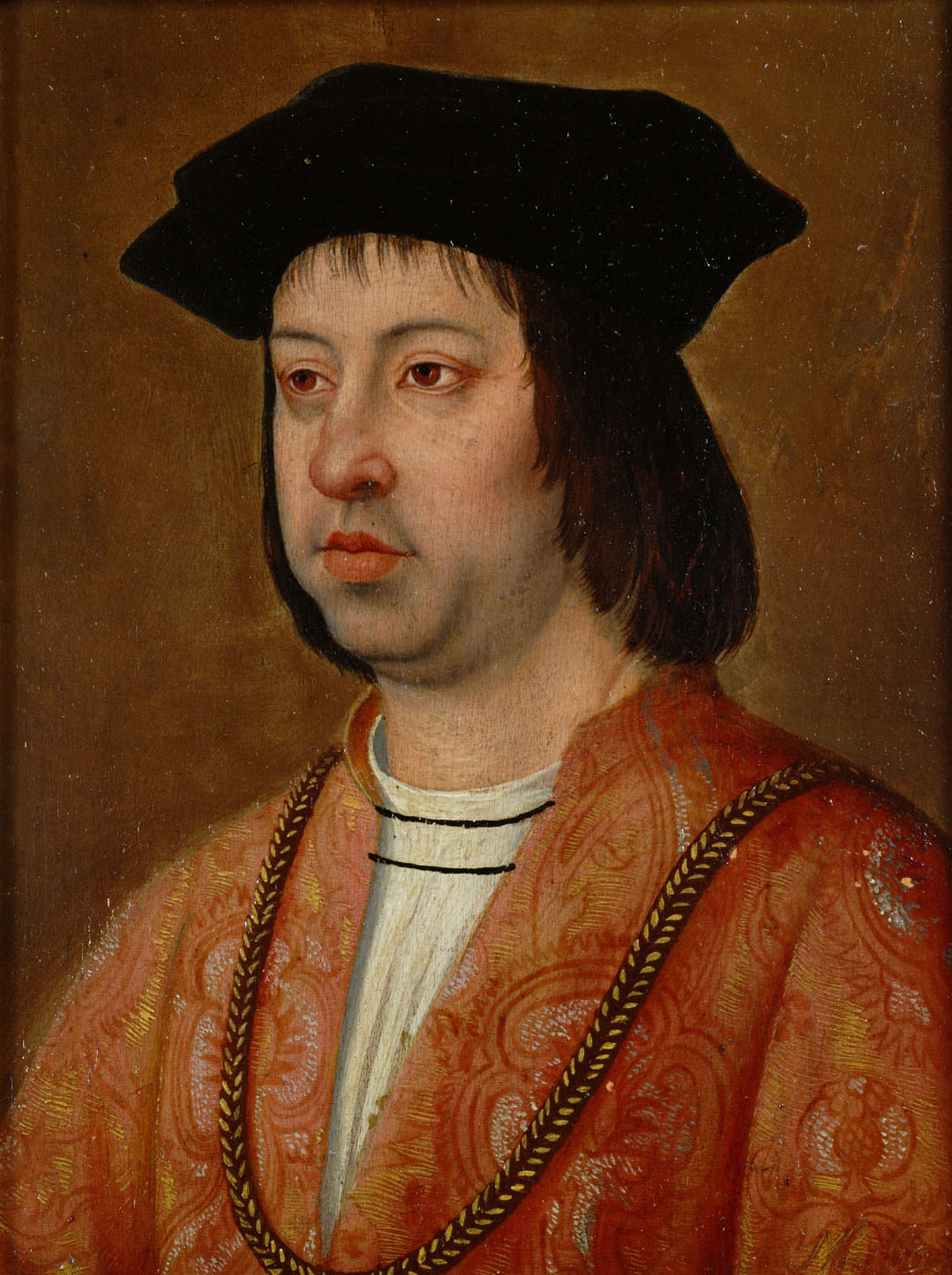
アラゴン王フェルナンド2世
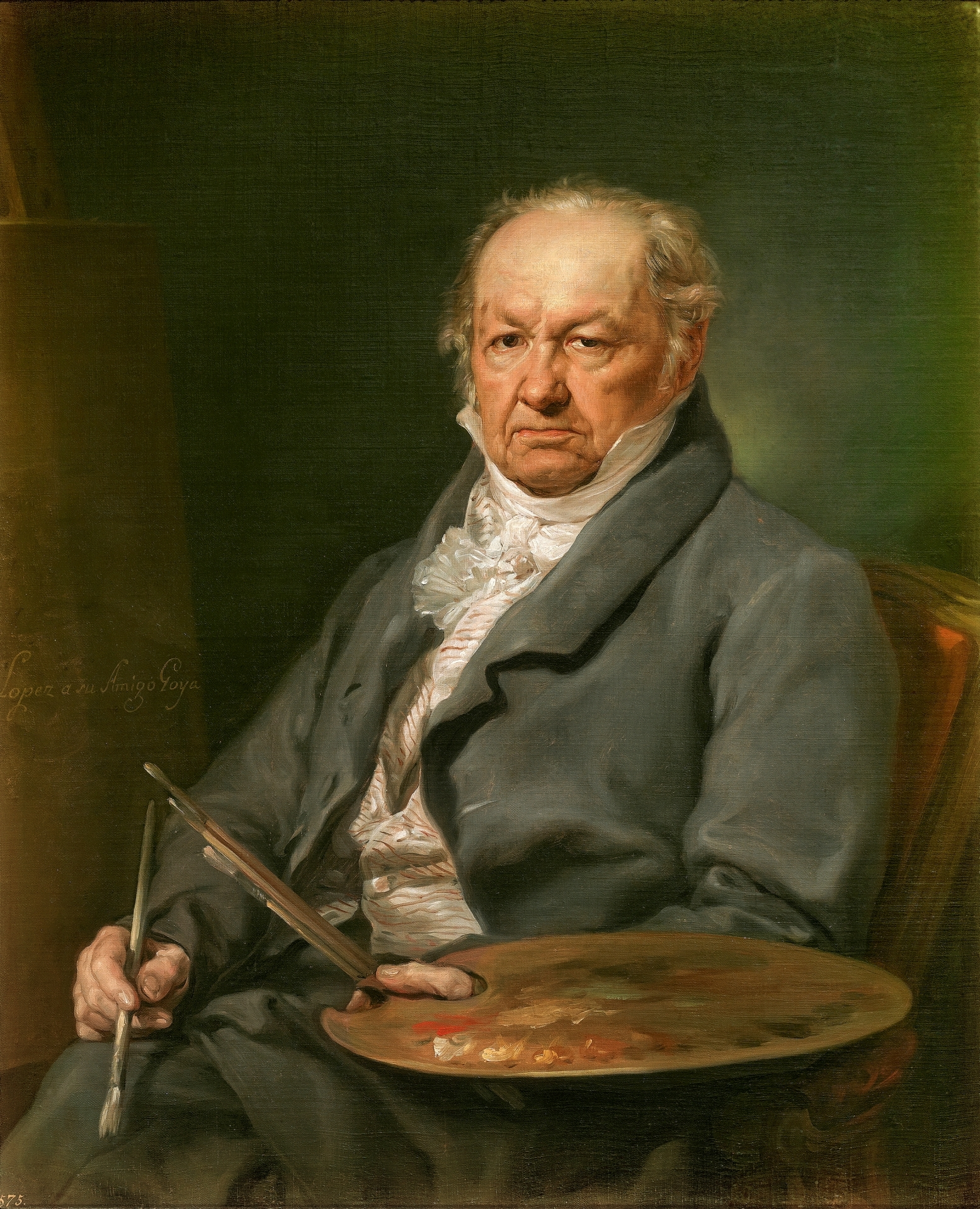
画家のフランシスコ・デ・ゴヤ
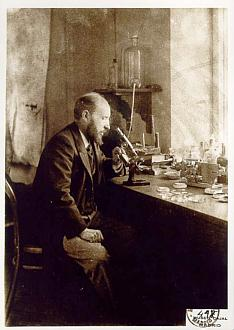
神経解剖学者のサンティアゴ・ラモン・イ・カハール
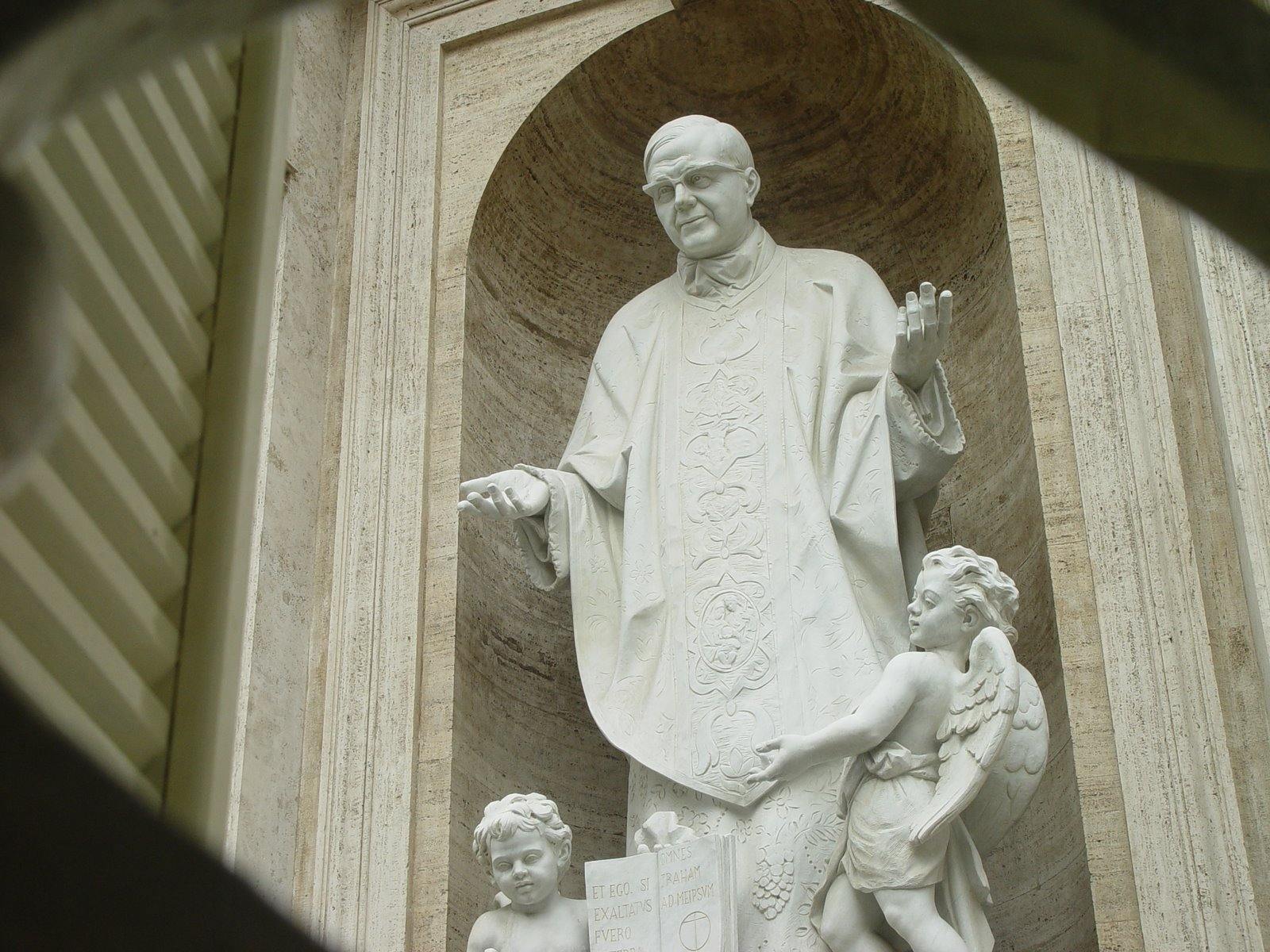
オプス・デイ創設者のホセマリア・エスクリバー